# Гергина Дворецка
Гергина Иванова Дворецка е българска поетеса и журналистка.

## Биография
Родена е на 21 януари 1954 г. в София. Завършва софийската 9-а гимназия с преподаване на френски език и българска филология в Софийския университет „Св. Климент Охридски“
През 1990 г. специализира в Радио Франс в Париж след успешно представяне на конкурс по френски език в Българското Радио, в Университетския колеж за европейски федерализъм в Аоста, Италия, организиран от Международен център за европейско обучение (CIFE) със седалище в Ница през 1991 г., в Летен университет за разширяването на ЕС в Будапеща и Кестхей, Унгария, организиран от CIFE през 1993 г., а през 2005 - стаж за журналисти в Европейския парламент в Страсбург, организиран от Радио Франс. През 2008 и 2009 г. специализира полски език и култура в летните школи за чужденци на Варшавския университет и Университета „Мария Кюри-Склодовска“ в Люблин.
Владее френски, английски, италиански, испански, полски и руски език.
Работи в програма „Христо Ботев“ на БНР, където заема последователно длъжностите стажант редактор, литературен сътрудник, редактор, завеждащ редакция, старши редактор. През годините е водила младежки, културни, исторически и други предавания. През 2005 е избрана за член на редколегията на програма „Христо Ботев“, а от 2006 до 2007 г. е неин председател. Създател и водещ на предаванията „Това, което ви вълнува“, „Клуб 1300“, „Радиоклуб на ексцентрика“, на поредицата от младежки предавания „Шарена Гага“.
Създател е и на първото българско предаване за европейска интеграция „Младежта среща Европа“ – още през 1990 г.. Между 1998 и 2011 г. заглавието му е „Европейски проекти“, след което се променя на „Европа без граници“. Публикувала е материали за евроинтеграцията в сп. „Тема“, сп. „Европа 2001“, в. „Ние, жените“, в. „Sofia Echo“ и др.
Автор на стихосбирките „Понякога е обич“, „Човекът, когото си чакал“, „Шарени думи“, „Сняг и нежност“ и съавтор на изданието „La francophonie vue et vécue par les journalistes bulgares“. В края на 2009 г. издателство „Книжен тигър“ публикува нейната книга „Славянско танго“, която е представена в Полския институт в София. Същата година списание „Пламък“ публикува нейния цикъл „Стихове за мама“. През 2012 г. издава романа в разкази „Откриването на Дагоберта“ във Военно издателство, а през 2014 г. – стихосбирката „Балада за птицата Феникс“ в издателство „Триада“. През 2016 г. излиза романът й "Искрено ваша" в издателство "Персей", а през 2021 г. - сборникът с разкази "Островът Уикенд", издание на Фондация "Европа и светът".
Сътрудничила е със свои стихове във вестниците „Литературен фронт“, „Пулс“, „Стършел“ и „Средношколско знаме“, сп. „Родна реч“, и др.
Участник във фотоизложбата „Пет погледа към Полша“, организирана от Полския институт в София през 2007 г.
Член е на СБЖ, на Международния съюз на журналистите франкофони (UPF) със седалище в Париж, на сдружението на испаноговорещите журналисти в България, на Евроклуба към Българска търговско-промишлена палата, и на Българо-финландското дружество за приятелство.
През 2003-2005 г. е председател на българската секция на UPF, а впоследствие – член на управителния съвет на организацията.
От март 2014 г. е председател на Фондация „Европа и светът“ и главен редактор на сайта на фондацията www.evropaworld.eu.

## Награди
Получавала е награди от Делегацията на Европейската комисия в България, от Националната агенция на програма „Леонардо да Винчи“, от асоциация „Журналисти за Европейския съюз“, и "Златно перо" от СБЖ.
За историческите си предавания е отличена с юбилеен медал „1300 години България“ през 1981 г. За усилията си за популяризиране на френската култура през юли 2006 г. е наградена с френския орден „Академични палми“, който ѝ е връчен през февруари 2007 г. в посолството на Франция в София .